# バイカオウレン
バイカオウレン（梅花黄蓮、学名：Coptis quinquefolia）はキンポウゲ科オウレン属の多年草。別名、ゴカヨウオウレン（五加葉黄蓮）。

## 特徴
常緑の多年草。細長い根茎は横に這い、地下で匍匐枝を出して繁殖する。根出葉は鳥足状複葉で、小葉は5枚あり、倒卵形で光沢がありやや厚い。小葉は3中裂し、基部はくさび形で葉柄はほとんど無く、縁には鋭い鋸歯がある。
花期は4-6月。高さ4-15cmになる褐色を帯びた花茎を出し、1個の花を上向きにつける。花の径は12-18mm、白い花弁にみえるのは萼片で5枚あり、倒卵形。花弁は蜜を分泌し、黄色で萼片より小さい。果実は舟状の袋果で矢車状に開出し、袋果の長さ6-9mm、袋果の柄の長さは5-6mmになる。
種小名 quinquefolia は、「5葉の」の意味。

## 分布と生育環境
日本固有種で、本州の福島県以南と四国に分布し、山地帯から亜高山帯の針葉樹林の林床や林縁に生育する。牧野富太郎がこよなく愛した花とされ、高知県立牧野植物園ではボランティアにより育成されている。

## ギャラリー
- 花茎は褐色になる。
- 5小葉の縁には鋭い鋸歯がある。
- 果実は矢車状に開出する。

## 下位分類
- シコクバイカオウレンCoptis quinquefolia Miq. var. shikokumontana Kadota
- ヤエノバイカオウレンCoptis quinquefolia Miq. var. shikokumontana Kadota f. plenisepala Akasawa